# 523.º Batallón Pesado Antiaéreo
El 523° Batallón Antiaéreo Pesado (523. schwere-Flak-Abteilung (v)) fue una unidad militar de la Luftwaffe durante la Segunda Guerra Mundial.

## Historia
Formado el 26 de agosto de 1939 en Schönebeck con componentes del I Grupo/52° Regimiento Antiaéreo, con 1. - 5. Baterías (1. - 3. pesadas, 4. - 5. ligeras). Hasta julio de 1942 fue conocido como 523° Batallón Antiaéreo de Reserva.
Reorganizado como Batallón Pesado a comienzos de 1942:
- 4° Bat./523° Batallón Antiaéreo de Reserva pasó a 4° Bat./392° Batallón Antiaéreo de Reserva y fue reformada
- 5° Bat./523° Batallón Antiaéreo de Reserva pasó a 2° Bat./736° Batallón Antiaéreo Ligero

3° Bat. y 4° Bat./523° Batallón Antiaéreo Pesado fueron destruidas en mayo de 1943 en Túnez y reformadas en (julio de 1943).

## Servicios
- 1939: en Berlín (?).
- Marzo de 1941: en Carentan (Francia).
- Febrero de 1943: en La Marsa.
- Marzo de 1943: en Megrine.
- 1 de noviembre de 1943: bajo la 3° Brigada Antiaérea (5° Regimiento Antiaéreo).
- 1 de enero de 1944: bajo la 3° Brigada Antiaérea (5° Regimiento Antiaéreo).
- 1 de febrero de 1944: bajo la 3° Brigada Antiaérea (5° Regimiento Antiaéreo).
- 1 de marzo de 1944: en Verona bajo la 3° Brigada Antiaérea (5° Regimiento Antiaéreo).
- 1 de abril de 1944: bajo la 3° Brigada Antiaérea (5° Regimiento Antiaéreo).
- 1 de mayo de 1944: bajo la 25° División Antiaérea (5° Regimiento Antiaéreo).
- 1 de junio de 1944: bajo la 25° División Antiaérea (5° Regimiento Antiaéreo).
- 1 de julio de 1944: bajo la 25° División Antiaérea (5° Regimiento Antiaéreo).
- 1 de agosto de 1944: bajo la 22° Brigada Antiaérea (57° Regimiento Antiaéreo).
- 1 de septiembre de 1944: bajo la 3° Brigada Antiaérea (105° Regimiento Antiaéreo).
- 1 de octubre de 1944: bajo la 3° Brigada Antiaérea (105° Regimiento Antiaéreo).
- 1 de noviembre de 1944: bajo la 3° Brigada Antiaérea (78° Regimiento Antiaéreo).
- 1 de diciembre de 1944: bajo la 25° División Antiaérea (5° Regimiento Antiaéreo).
- 1944 – 1945: en Italia.